# خالد عبد العليم متولي
د. خالد عبد العليم متولي سعد جليلة (من مواليد منيل الروضة بالقاهرة ، مصر، في 12 من يونيو عام 1961 مـ ) عالم إسلامي.	

## نشأته الدينية
تلقى العلوم الشرعية منذ صباه علي يد جده لوالدته فضيلة الشيخ / عبد الحميد سعد جليلة ، وقد لازمه أكثر من سبع سنوات كاملة تعلم منه أصول العقيدة والفقه والتفسير واللغة ، وكانت هذه المصاحبة لها أكبر الأثر في تعلم الأدب قبل العلم والتخلق بآداب طالب العلم ، كما أنه تعلم الكثير من والده الذي كان خطيبا متطوعا بمسجد الحي ولديه مكتبة ضخمة تضم أمهات الكتب العلمية التي نهل منها العلم منذ صباه ، وكان لتشجيع والده له على الخطابة بمسجد القرية – ميت يزيد قرشية . طنطا – في سن مبكرة أكبر الأثر في ممارسته للدعوة ونشر العلم وكان ذلك سنة 1974 ولم يتجاوز عمره آنذاك الثالثة عشر .	
التقى بكثير من العلماء والدعاة الذين كانوا يتوافدون علي بيت الجد والوالد ، وأتم تجويد القرآن على يد مشايخه بالحي كما أتم حفظ القرآن كاملا لاحقا . تدرج في دراسته العملية حتى حصل على بكالوريوس العلوم ثم الدراسات العليا وانتهاء بالدكتوراة في التحاليل الطبية التي عمل بها فور تخرجه مديرا لمختبر طبي بالقاهرة ثم عمل بدائرة الصحة بدبي رئيس شعبة المختبر وانتهاء بعمله الحالي مدير إداري لشركة خاصة حيث يوقن فضيلة الشيخ بضرورة عفة الداعي أو الفقيه العالم عن التكسب من وراء دعوته بل يجب أن يكون مستقلا في معاشه ليكون ذلك أبلغ في تأثير دعوته وقبولها من الله .

## المؤهلات والإجازات الشرعية
أتم الدراسة الشرعية بالأزهر الشريف بعد دراسته العلمية بالتحاليل الطبية وحصل على إجازة العالمية – ليسانس الشريعة – من كلية الشريعة والقانون بالأزهر عام 1998 ، ثم حصل على ماجستير في أصول الفقه عام 2005 وكان عنوان الرسالة : [ الاجتهاد في العصر الحاضر ومدى الحاجة إليه ] ، ثم حصل على الدكتوراه بامتياز مع مرتبة الشرف الأولى في الفقه عام 2014 وكان عنوان الرسالة : [ البدائل الشرعية عن سندات القرض دراسة فقهية تأصيلية مقارنة ]. وهو يحمل عدة إجازات علمية بالسند المتصل :
1. اللغة العربية :إجازة علمية بالسند المتصل في كتاب [ متن الأجرومية ] للإمام أبي عبد الله محمد بن محمد داود الصنهاجي المعروف ب( ابن أجروم ) .
2. الحديث الشريف وعلومه :إجازة علمية بالسند المتصل في الصحاح الستة وبقية كتب الحديث وعلومه من كتاب [ عقد الجوهر الثمين ] للإمام إسماعيل بن محمد العجلوني .
3. مصطلح الحديث : إجازة علمية بالسند المتصل في كتاب [ نخبة الفكر ] للإمام ابن حجر العسقلاني .
4. أصول الفقه : إجازة علمية بالسند المتصل في كتاب [ شرح الورقات في أصول الفقه ] للإمام الجويني وشرحه لجلال الدين المحلي ، وإجازة علمية بالسند المتصل لشرح كتاب [ اللمع في أصول الفقه ] للإمام أبو إسحاق الشيرازي .
5. الفقه : إجازة علمية بالسند المتصل في كتاب [ متن الغاية والتقريب ] المعروف بـ [ متن أبي شجاع ] في الفقه الشافعي للإمام أحمد بن الحسين بن أحمد الأصفهاني .

## الرحلات الدعوية والعلمية
قام بالعديد من الرحلات الدعوية والعلمية والخطابة في كثير من بلدان العالم الأوروبية والآسيوية والإفريقية مثل : السويد والدنمرك والنرويج وفنلندا وألمانيا وفرنسا وإنجلترا ونيوزيلاند ومالطا ورومانيا وسنغافورة وماليزيا وتايلاند وأندونيسيا وبرونوي والهند وبنجلاديش والأردن والإمارات والكويت وقطر ومالي والسنغال وكينيا وأوكرانيا وليتوانيا وإستونيا ولاتفيا ، وغيرها من بلاد العالم .

## المؤلفات العلمية
له عدة أبحاث فقهية ومؤلفات علمية في العقيدة والتزكية والأخلاق والدعوة ، المطبوع منها تسعة وهم : 
1. مشكاة الدعوة ونصيحة الدعاة . وهو أول كتاب ألفه الشيخ وكان عمره وقتها عشرين عاما .
2. الحق المر .
3. الذكرى في علامات الساعة الصغرى والكبرى .
4. الصفوة في حياة خيار النسوة .
5. من هي المرأة الصالحة ؟
6. الحلول الشرعية في الخلافات الزوجية .
7. تحذير السالك من أسباب المهالك .
8. وقفات في حياة الأنبياء .
9. البرهان في أخلاق أهل القرآن .

كما توجد سبعة مؤلفات تحت الطبع بإذن الله .

## الأبحاث الفقهية والمقالات العلمية
للشيخ عدة أبحاث فقهية ومقالات علمية منشورة على موقعه ومنها :
أولا : البحوث الفقهية : ومنها :
1. القواعد الفقهية المتعلقة بدفع الضرر ورفع الحرج .
2. الاستحالة وأقوال الفقهاء فيها .
3. حد شرب الخمر والمسكرات .
4. الاجتهاد وشروط المجتهد .
5. آداب القضاء في الإسلام .

ثانيا : المقالات العلمية : ومنها :
| 1. الأدب مع العلماء . 2. كيف نحب الرسول ؟ 3. النصيحة . | 1. الأمل وحسن الظن بالله . 2. أخلاق الصالحين مع أبنائهم . 3. أسباب انشراح الصدر . | 1. أوروبا والحجاب . 2. العنف الأسري . 3. رعاية الوالدين والمسنين في الإسلام . | 1. أيام أقسم الله بها . 2. وعباد الرحمن . 3. عبادة التفكر . | 1. البركة في الرزق . 2. كيف نتوب من الذنوب ؟ 3. التجاوز والتسامح . |

## البرامج التليفزيونية والإذاعية
قام بالعديد من البرامج واللقاءات التليفزيونية والإذاعية بالعديد من القنوات الفضائية مثل : قناة دبي ، قناة الشارقة ، قناة المجد ، قناة الفجر ، قناة عجمان ، قناة العقارية ، قناة الحكمة ، قناة الخليجية ، قناة الظفرة ، قناة mbc ، قناة قطر ، قناة أورينت ، وغيرها ] .
كما قام بالعديد من البرامج الإذاعية على إذاعة الشارقة وإذاعة عجمان للقرآن الكريم .
يوجد بموقع الشيخ السيرة الذاتية المفصلة وتتضمن أسماء شيوخه الذين تعلم على أيديهم أو الذين التقى بهم أثناء أسفاره الدعوية .
وهذا هو موقع فضيلة الشيخ الدكتور خالد عبد العليم متولي على الإنترنت : www.khaledabdelalim.com